# Robert Pugh
Pour les articles homonymes, voir Pugh.
Robert Pugh est un acteur et scénariste britannique né en 1950 à Aberdare (Royaume-Uni).

## Biographie
Né à Matthewstown, près d'Aberdare, Robert grandit dans un milieu ouvrier du sud du Pays de Galles. En 1976, suivant son rêve de devenir acteur, il part étudier au Rose Bruford College de Londres. Après son diplôme, il travaille comme éboueur pour arrondir ses fins de mois. Il joue dans de petits théâtres et se met à écrire pour le théâtre et la télévision. Il commence alors à décrocher de plus en plus de rôles.

## Filmographie

### Comme acteur

#### Cinéma
- 1981 : Inseminoid de Norman J. Warren : Roy
- 1981 : Les Faucons de la nuit de Bruce Malmuth : Kenna (Londres)
- 1982 : Britannia Hospital de Lindsay Anderson : Picket
- 1982 : Giro City de Karl Francis : John Williams
- 1986 : Milwr Bychan de Karl Francis : RSM
- 1989 : The Angry Earth de Karl Francis : Emlyn
- 1991 : Old Scores d'Alan Clayton : Bleddyn Morgan
- 1994 : Prêtre d'Antonia Bird : Mr. Unsworth
- 1995 : L'Anglais qui gravit une colline mais descendit une montagne de Christopher Monger : Williams le garagiste
- 1995 : The Near Room de David Hayman : Eddie Harte
- 1995 : Hello, Hello, Hello, court métrage de David Thewlis
- 1996 : Different for Girls de Richard Spence : DS Cole
- 1997 : Eating Bitter de Jason Lehel : Michael Slater
- 1998 : The Tichborne Claimant de David Yates : The Claimant
- 2000 : The Testimony of Taliesin Jones de Martin Duffy : Handycott
- 2001 : Enigma de Michael Apted : Skynner
- 2001 : Happy Now de Philippa Cousins : Hank Thomas
- 2002 : The Intended de Kristian Levring : Le Blanc
- 2002 : L'Amour, six pieds sous terre de Nick Hurran : Conseiller Hugh Rhys-Jones
- 2003 : Master and Commander : De l'autre côté du monde de Peter Weir : Mr. Allen, Master
- 2005 : Kingdom of Heaven de Ridley Scott : Frère ainé de Godfrey (Director's cut)
- 2005 : Kinky Boots de Julian Jarrold : Harold Price
- 2007 : La Dernière Légion de Doug Lefler : Kustennin
- 2007 : Goodnight Irene de Paolo Marinou-Blanco : Alex
- 2009 : Suicide Man, court métrage de Craig Pickles : Homme sur la falaise
- 2010 : The Ghost Writer de Roman Polanski : Richard Rycart
- 2010 : Robin des Bois de Ridley Scott : Baron Baldwin
- 2010 : West Is West d'Andy De Emmony : Mr. Jordan
- 2011 : Hunky Dory de Marc Evans : Directeur
- 2012 : Metamorphosis de Chris Swanton : Mr. Samsa
- 2012 : Love Bite d'Andy De Emmony : Sergent Rooney
- 2014 : Ex Libris, court métrage de James Gillingham et Jimmy Hay : Thomas
- 2018 : Colette de Wash Westmoreland : Jules

#### Télévision

##### Téléfilms
- 1979 : S.O.S. Titanic de William Hale : James Farrell
- 1981 : Le Bunker de George Schaefer : Turnow
- 1984 : Amy de Nat Crosby : Jack Humphreys
- 1988 : Deadline de Richard Stroud : Williams
- 1989 : Skulduggery de Philip Davis : Cottis
- 1993 : Selected Exits de Tristram Powell : Père de Gwyn
- 1994 : Le Sang lui va si bien (Thicker Than Water) de Marc Evans : Paul
- 1995 : A Mind to Murder de Gareth Davies : DCI John Martin
- 1995 : Aristophanes: The Gods Are Laughing de Coky Giedroyc : Cleon
- 2001 : Sword of Honour de Bill Anderson : Brigadier Ritchie-Hook
- 2001 : Score d'Andy De Emmony : Brian
- 2005 : Uncle Adolf de Nicholas Renton : Gregor Strasser
- 2005 : Bloodlines de Philip Martin : DCI Carroll Jordan
- 2005 : The Slavery Business de Michael Samuels : Henry Lascelles
- 2006 : Suspect n° 1 - L'acte final (Prime Suspect: The Final Act) de Philip Martin : DS Alun Simms
- 2006 : Longford de Tom Hooper : Harold Wilson
- 2009 : Au cœur de la tempête (Into the Storm) de Thaddeus O'Sullivan : Général Ismay
- 2009 : Framed d'Andy De Emmony : Mr Davis
- 2010 : Accidental Farmer de Mandie Fletcher : Dr Willis
- 2012 : Murder: Joint Enterprise de Birger Larsen : D.I. Sheehy
- 2013 : The Thirteenth Tale de James Kent : John The Dig
- 2014 : Under Milk Wood de Pip Broughton : Boucher Beynon
- 2014 : Common de David Blair : DI Hastings

##### Séries télévisées
- 1976 : Angels : John (1 épisode)
- 1977 : Survivors : Terry, pompier (1 épisode)
- 1979 : Danger UXB : Sapper Powell (12 épisodes)
- 1982 : Squadron : Membre d'équipage du Puma (1 épisode)
- 1983 : Storyboard : D.I. Roy Galloway (1 épisode)
- 1985 : Wynne and Penkovsky : Interrogateur (2 épisodes)
- 1985 : Brookside : John Clarke (2 épisodes)
- 1986 : Fighting Back (3 épisodes)
- 1986-1987 : Casualty : Andrew Ponting (20 épisodes)
- 1988 : Thin Air (mini-série) : Michael Haig (3 épisodes)
- 1988 : Dramarama : Ripper Williams (1 épisode)
- 1988 : South of the Border : Bob (1 épisode)
- 1989 : Screen Two : Inspecteur Trickey (1 épisode)
- 1990 : TECX : Becker (1 épisode)
- 1990 : Chain (mini-série) : Michael Cassidy (4 épisodes)
- 1992 : Inspecteur Morse : Geoff Harris, gardien de prison
- 1993 : Telltale : Billy Hodge (3 épisodes)
- 1993 : Screen One : Keith Dobbs (1 épisode)
- 1993 : Chris Cross : Mr. Koufax (1 épisode)
- 1995 : The Bill : Frank Jackson (1 épisode)
- 1995 : Resort to Murder (mini-série) : Danny McCrea (4 épisodes)
- 1996 : Murder Most Horrid : DI Morgan (1 épisode)
- 1996 : Bramwell (mini-série) : Mr. Sullivan (1 épisode)
- 1997 : Drovers' Gold (mini-série) : Handl
- 1997 : Dangerfield : Clay Puller (1 épisode)
- 1997 : A Dance to the Music of Time (mini-série) : Biggs (1 épisode)
- 1997-1999 : The Lakes : Père Matthew (14 épisodes)
- 1998 : Where the Heart Is : Bill Bowen (1 épisode)
- 1999 : French and Saunders (1 épisode)
- 1999-2008 : Affaires non classées Divers rôles (3 épisodes)
- 2000 : The Secret World of Michael Fry (mini-série) : Hugh Wentworth-Davies (2 épisodes)
- 2001 : In a Land of Plenty : Charles Freeman (9 épisodes)
- 2002 : Clocking Off : Alan Preston (1 épisode)
- 2002 : Helen West : Lycett (1 épisode)
- 2003 : Meurtres en sommeil : Robert Cross (2 épisodes)
- 2003 : Suspect numéro 1 : DS Alun Simms
- 2004 : Les Arnaqueurs VIP : Frank Gorley (1 épisode)
- 2004 : Flics toujours : Eric Grant (1 épisode)
- 2005 : Miss Marple : Colonel Easterbrook (épisode Un meurtre sera commis le...)
- 2005 : The Brief : Graham Ottway (1 épisode)
- 2005 : Bleak House : Mr. Chadband (1 épisode)
- 2005 : Hercule Poirot : Colonel Hughes (épisode Cartes sur table)
- 2005 : The Virgin Queen (mini-série) : Lord Chancellor Gardiner (1 épisode)
- 2005-2012 : Shameless: Very Important Punk : Divers rôles (2 épisodes)
- 2006 : Nuremberg, le procès des nazis (documentaire) : Hermann Goering (3 épisodes)
- 2007 : The Time of Your Life (en) : Toby (6 épisodes)
- 2007 : The Whistleblowers : Alan Thorpe (1 épisode)
- 2008 : Torchwood : Jonah (1 épisode)
- 2008 : Lark Rise to Candleford : Walter Arless (2 épisodes)
- 2009 : Robin des bois : Lord Sheridan (1 épisode)
- 2010 : Doctor Who : Tony Mack (2 épisodes: La Révolte des intra-terrestres, première partie et deuxième partie)
- 2010 : Accused : Peter MacShane Senior (1 épisode)
- 2011 : Justice : Juge Patrick Coburn (5 épisodes)
- 2011 : The Shadow Line : Bob Harris (4 épisodes)
- 2011 : Inspecteur Barnaby : Caradoc Singer (1 épisode)
- 2011 : Meurtres au paradis : Mike Watson (1 épisode)
- 2012 : The Hollow Crown : Glendower (1 épisode)
- 2012 : Game of Thrones : Craster (5 épisodes)
- 2013 : The White Queen : Richard Woodville (2 épisodes)
- 2014 : Inspecteur George Gently : Chef Lewington (1 épisode)
- 2014 : Undeniable (mini-série) : Pete (2 épisodes)
- 2018 : La Foire aux vanités (mini-série) : John Osborne (7 épisodes)

### Comme scénariste
- 1988 : Better Days, téléfilm d'Alan Clayton
- 1988 : Ballroom, téléfilm d'Alan Clayton
- 1989-1991 : We Are Seven (13 épisodes)